# バジル (レストラン・バー)
バジルは、神奈川県横浜市中区野毛町を中心に出店するレストラン・バーグループの店名。特に1号店であるイタリアンバル・バジル(ITALIAN BAR BASIL)は、「野毛の食トレンドに影響を与えた店の1つ」と評される。

## 概要
2004年1月に東急東横線の横浜駅-桜木町駅間の営業が終了すると、野毛の飲食店には「ぱったり人が来なくなった」と野毛飲食業協同組合の田井昌伸理事長は語っている。このため既存店舗の廃業が相次ぎ、座席数10から15ほどの空き店舗が出始めた。これら空いた店舗の割安の家賃に目をつけ、飲食店開業を目指す主に30代の若い人物が集まり始める。
バジルの最初の1店である「イタリアンバル・バジル(ITALIAN BAR BASIL)」もそういった新規店舗の1つで、代表の奥山雄は新橋にタパスやピンチョスといった小皿料理とビール、ワインを提供する「スペインバル」が出現し始めたことに着目。従来は「おじさんの街」でもあった野毛でも「女性客を呼び込める」と判断し、2007年にピザやパスタを1コイン（500円）で提供するイタリアンバル・バジルをオープンした。
この目論見は成功。女性客の比率が男性を上回り、もともと立ち飲みの店が野毛に多くあったこともあり、1杯飲んでは次の店に行き、また飲んでは戻ってくるよう1日に2度、3度と来店するスタイルも定着した。イタリアンバル・バジルの成功を受けて、奥山はカフェやワインバーなど女性を意識した店を野毛にいくつも出店することになる。
イタリアンバル・バジルの成功はグループのみではなく、イタリアンバル・バジルを訪れたOLがダイニングバーを野毛に出店するなど、野毛の飲食店街が変わって行く起因ともなった。野毛飲食業協同組合が新規の女性経営者店を「温かく迎えた」（田井理事長談）ことも要因となり、2015年初頭には女性経営者の店は飲食店だけでも10軒以上は増えている。

## 店舗
- イタリアンバル・バジル
- アメリカンバー・バジル
- カフェ・バジル
- トラットリア・バジル
- ワインスタンド・バジル（みなとみらい）
- カフェ ＆ワイン・バジル(馬車道)

終了
- チーズ&ワイン・バジル（現在はトラットリアバジルに統合）
- 琉球バル・バジル（トラットリアバジルに統合）